# 三溴化镅
三溴化镅是镅的溴化物，化学式为AmBr3。

## 制备
三溴化镅可以由三氯化镅和溴化铵在 400–450 °C 的氢气气氛中反应而成。
{\displaystyle {\ce {AmCl3 + 3 NH4Br -> AmBr3 + 3 NH4Cl}}}
二氧化镅和溴化铝在500 °C反应，也可制得三溴化镅：
{\displaystyle {\ce {6 AmO2 + 8 AlBr3 -> 6 AmBr3 + 4 Al2O3 + 3 Br2}}}

## 性质
三溴化镅是无色的离子化合物，由Am3+和Br-离子组成。 它是正交晶系，空间群 Cmcm，晶格常数为 a = 406 pm、 b = 1266 和c = 914 pm 。 其晶体结构和三溴化钚一样。

## 扩展阅读
- Wolfgang H. Runde, Wallace W. Schulz: Americium （页面存档备份，存于）, in: Lester R. Morss, Norman M. Edelstein, Jean Fuger (Hrsg.): The Chemistry of the Actinide and Transactinide Elements, Springer, Dordrecht 2006; ISBN 1-4020-3555-1, S. 1265–1395 (doi:10.1007/1-4020-3598-5_8).